# 십자포화 (영화)
《십자포화》(영어: Crossfire)는 1947년 미국의 누아르 영화로, 반유대주의를 논하는 영화이다. 에드워드 드미트릭 감독이 연출했고 존 팩스턴이 각본을 썼다. 리처드 브룩스가 쓴 소설 The Brick Foxhole를 바탕으로 했다. 아카데미 작품상과 감독상, 남우주연상 등에 노미네이트되었다.

## 줄거리
'십자포화'(Crossfire)는 낡은 증거와 숨겨진 진실을 찾아내며 점점 더 어두워지는 사건에 대한 이야기이다.
경찰들은 한 유대인 남성의 살인사건을 해결하려 하지만, 용의자가 누구인지 명확하지 않고 주변 사람들의 숨겨진 과거 때문에 그 사건이 점점 더 복잡해진다. 이 영화는 부정적인 인종차별과 심오한 거짓말 속에서 진실을 찾으려는 의지를 보여준다.

## 출연진
- 로버트 영 - 핀리 대위
- 로버트 미첨 - 피터 킬리 중사
- 로버트 라이언 - 몽고메리
- 글로리아 그레이엄 - 지니 트리메인
- 폴 켈리 - 트리메인 씨
- 샘 러빈 - 조지프 새뮤얼스
- 재클린 화이트 - 메리 미첼
- 스티브 브로디 - 플로이드 바워스
- 조지 쿠퍼 - 아서 미첼 대위
- 리처드 베네딕트 - 빌 윌리엄스
- 톰 킨 - 형사 딕
- 윌리엄 핍스 - 리로이
- 렉스 바커 - 해리
- 말로 드와이어 - 미스 루이스
- 케네스 맥도널드 - 소령